# Oppidum de la Test de l'Ost
L'oppidum de la Test de l'Ost (ou Tête de l'Ost) est un site archéologique situé dans les Bouches-du-Rhône (France), sur la commune de Mimet, sur une butte avancée au nord du massif de l'Etoile, surplombant les collines de Mimet et plus loin Gardanne, Simiane et Aix.
Le site est inscrit monument historique le 21 mai 1992.

## Histoire
Ce site du début du second âge du fer a probablement été fondé au IVe siècle av. J.-C.
Le site est alors occupé par la tribu celto-ligure des Salyens ou Salluviens. Le contexte économique et politique évolue sous l'influence des grecs, de phocéens et bientôt des romains. Les indigènes se retirent plus ou moins sur des domaines moins fertiles et mieux protégés mais accentuent leurs échanges avec les nouveaux venus comme en témoigne le mobilier retrouvé.
Le site a été abandonné après trois siècles d'occupation mais témoigne d'une première destruction partielle. L'abandon final serait consécutif aux campagnes romaines de -125, -124 puis 123 av. J.-C. (Caius Sextius Calvinus), comme pour les autres oppida de la région.

## Situation

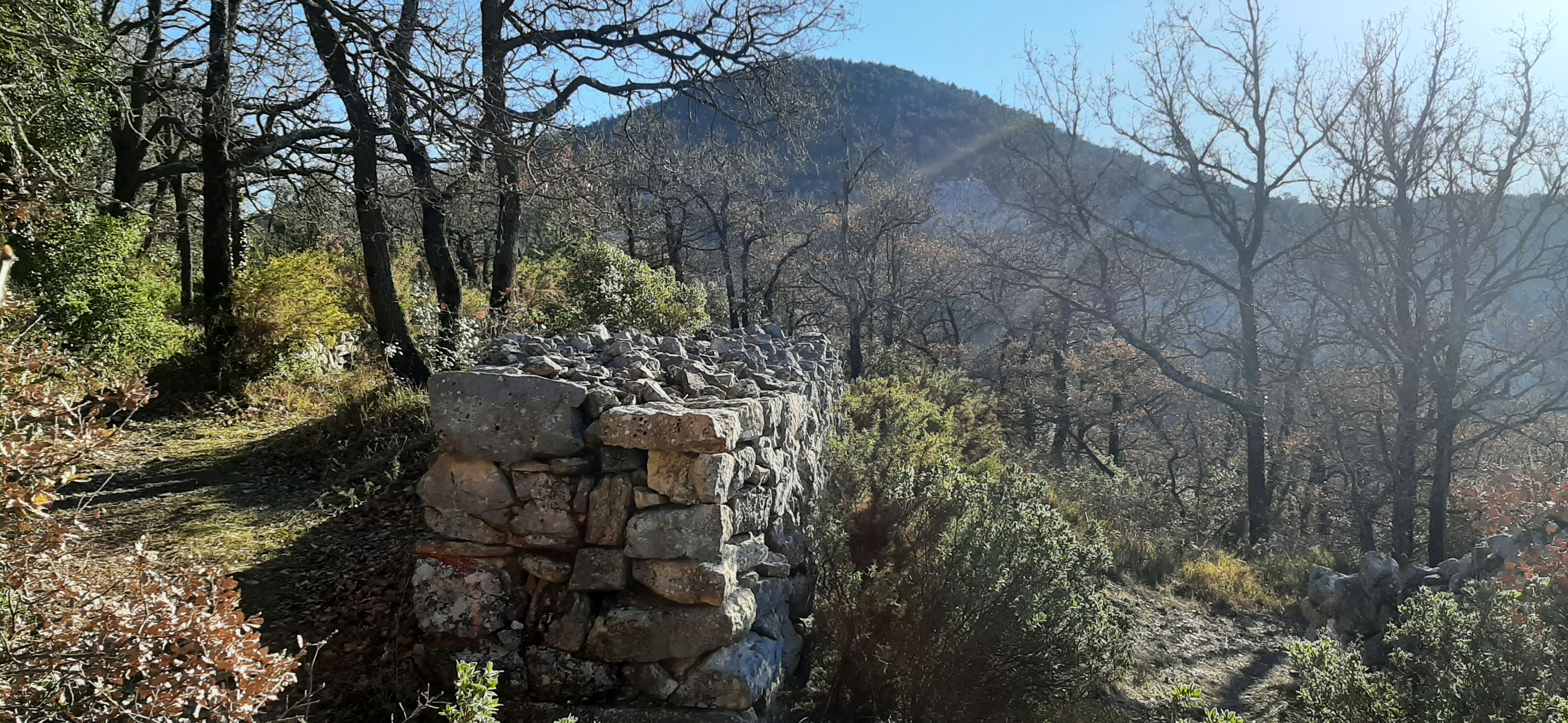
mur intérieur de la porte

L'oppidum de la Test de l'Ost couronne une butte allongée (637 m) orienté sur un axe nord-ouest/sud-est, contrefort calcaire du massif de l'Etoile, au-dessous du Grand Puëch, point culminant (780 m).
Face, à lui, au-delà du bassin de l'arc, l'oppidum d'entremont. Plus à l'est, ceux de la Montagne Sainte-Victoire. A l'ouest, d'abord celui du Baou Roux, des Mayans, de la Nerthe (La cloche, Teste Nègre…) et de l'étang de Berre (oppidum de Notre Dame). Dans son dos, les défenses de la cité Massaliote avec ses oppida : Saint Marcel, Verduron, etc).
L’accès se faisait depuis le col au sud (collet de Lafont ou col de la Basse, 578m), en remontant sous les murailles jusqu’à la pointe nord avec un accès en baïonnette : présence de murailles importantes avec pierres d’angle imposantes. Au sud de cette entrée, à l’intérieur du mur, quelques fondations de petits bâtiments, ainsi qu’une base de tour pleine avec amorce d’un escalier, non reprise dans les documents, c’est peut être un amas dû aux excavations lors des fouilles.
Le site était bordé de deux rangées de murailles. Côté ouest : des vestiges visibles jusqu’au sud. Côté Est : un sentier horizontal avec quelques points où une des murailles réapparait.
Sur la crête, au centre, on note à nouveau une base circulaire vraisemblablement une tour.
La cartographie a été établie plus clairement en 2010 et figure sur les documents.

## Historique des fouilles
En 1904, lors de prospections très sommaires, Isidore Gilles identifie une double enceinte
Georges Daumas, érudit local et propriétaire, aménage un chemin d’accès carrossable jusqu’au site à partir de 1977.
Entre 1980 et 1985, les campagnes de fouilles Roth‑Congès permettent de dater l’occupation du Ve‑IVe s. av. J.‑C.à la fin du IIe av. J.‑C.
En 2010 : Nicolas Portalier avec la collaboration de Daniel Hermitte et Jean‑Claude Parisot reprend les recherches et fait une synthèse.

## Construction
Deux types de construction : la muraille et les bâtiments intérieurs.
La muraille est en petit ou moyen appareil et exceptionnellement gros appareil pour les premières assises et l'entrée.
Les matériaux sont de calcaire mais aussi de grès allogène, souvent liés à l'argile jaune, mais aussi vraisemblablement de briques pour les parties hautes. Neuf tours ponctuent la muraille par des changements d'orientation. La muraille s'appuie sur le relief.
Les bâtiments intérieurs s'appuient sur la muraille.
La présence de nombreux murs de terrasse pose problème. Ils pourraient ceindre l'oppidum.

## Découvertes remarquables
Peu de mobilier a été extrait. On note parmi les découvertes faites sur l'oppidum des céramiques étrusque, des céramiques grise monochrome et un petit fragment de coupe à bande attique ou ionienne et enfin un fragment de modelée (IVe siècle av JC) et quelques objets métalliques dont deux grands bronzes (Apollon et taureau cornupète).